# NGC 7412
NGC 7412 (również PGC 70027) – galaktyka spiralna z poprzeczką (SBb), znajdująca się w gwiazdozbiorze Żurawia. Odkrył ją John Herschel 2 września 1836 roku.